# Piața Alexandru Lahovari

Statuia lui Alexandru Lahovari

Piața Alexandru Lahovari este un spațiu public din zona centrală a municipiului București. Poartă numele lui Alexandru Lahovari și este situată în Sectorul 1 la intersecția străzilor George Enescu, Calea Dorobanților, Dionisie Lupu și General Eremia Grigorescu.
De-a lungul istoriei sale a mai purtat numele de Piața Kuibîșev⁠(en)[traduceți] și apoi de Piața Cosmonauților.
Ansamblul arhitectural care se află aici include:
- Statuia lui Alexandru Lahovari din București – în centru
- Spitalul Clinic de Urgențe Oftalmologice București
- Casa Assan (Casa Oamenilor de Știință)
- Casa care astăzi adăpostește Clubul Embassy